# Fiskarna i haven
Fiskarna i haven är en låt skriven av Staffan Hellstrand, och inspelad av Idde Schultz på albumet Idde Schultz 1995. Den släpptes också på singel samma år. Den blev en stor hit i Sverige och tilldelades Rockbjörnen i kategorin "Årets svenska låt".
Den 9 september 1995 debuterade låten som nummer nio på Trackslistan, och låg kvar 9 veckor på listan med två veckor på förstaplatsen som bästa placering.

## Andra versioner
Sången har även spelats in av Väder-Annika som B-sida till singeln "Uteliggardjuren" ("Blame it on the Bossa Nova") 1996.
På Smurfhits 1 från 1996 heter den "Smurfarna i haven".
2000 sjöng den polska artisten Anita Lipnicka in en polskspråkig version av låten, under titeln "Jestem powietrzem" ('Jag är luft'). Den polska texten var skriven av Lipnicka själv. Låtversionen figurerar som nummer tre på hennes album Moje oczy są zielone, utgivet samma år.
Den mexikanska artisten Fey har sjungit in en spanskspråkig version under titeln "Como un ángel" ('Som en ängel'). Den är nummer 3 på hennes album Faltan lunas från 2006.

## Listplaceringar
| Lista (1995-1996) | Topplacering |
| ----------------- | ------------ |
| Norge             | 10           |
| Sverige           | 1            |